# Paar (Kühbach)
Paar ist ein Ortsteil der Gemeinde Kühbach im schwäbischen Landkreis Aichach-Friedberg. Das Kirchdorf auf der Gemarkung Haslangkreit liegt circa einen Kilometer nordwestlich von Kühbach am Fluss Paar.

## Geschichte
Bis zum 1. Juli 1972 gehörte Haslangkreit mit dem Ortsteil Paar als selbstständige Gemeinde zum oberbayerischen Landkreis Aichach und kam dann im Zuge der Gebietsreform in Bayern in den neugegründeten schwäbischen Landkreis Aichach-Friedberg. Am 1. Januar 1978 erfolgte die Eingemeindung in die Marktgemeinde Kühbach.

## Baudenkmäler
Siehe auch: Liste der Baudenkmäler in Paar
- Filialkirche St. Lorenz und Stephan